# O salutaris hostia

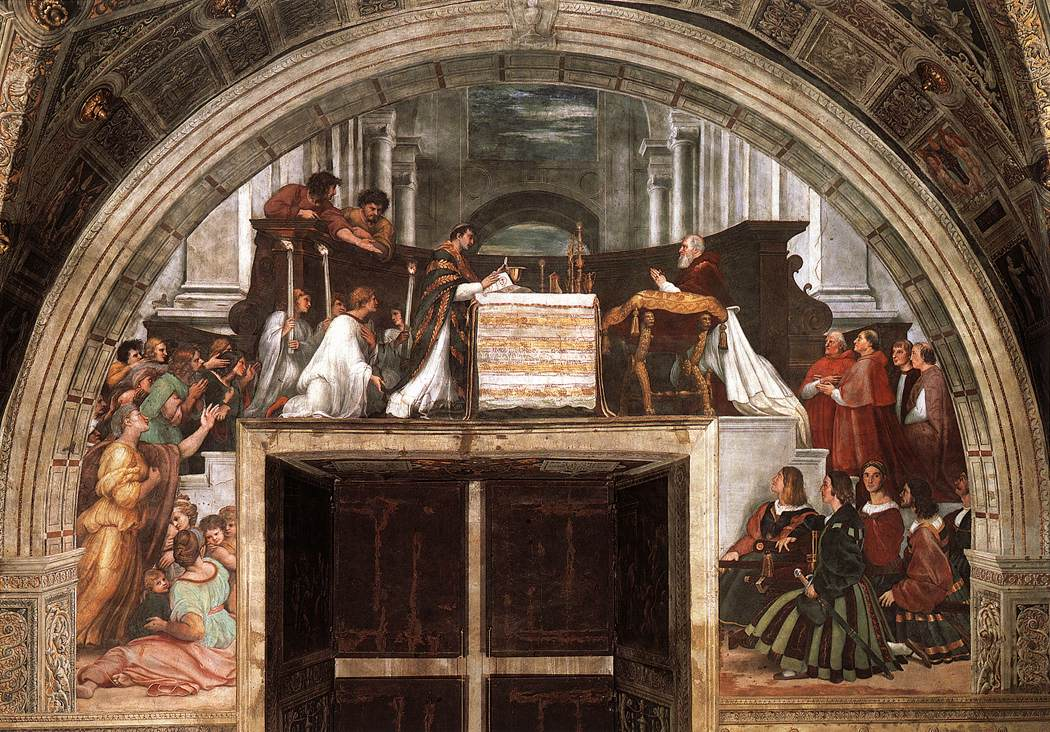
Mše v Bolseně, při které se udál eucharistický zázrak. Hostie v rukou kněze Petra z Prahy začala během přepodstatnění krvácet. (Raffael Santi, 1512)

O salutaris hostia (česky Ó spásná hostie, nebo ó spásonosná hostie) je součást hymnu Verbum supernum prodiens od Tomáše Akvinského ze 13. století. Vznikl jako součást liturgických textů pro novou liturgickou Slavnost Těla a Krve Páně.

## Historické pozadí
Ve 12. století vrcholil kult svátosti oltářní a současně se zdůrazňovala reálná přítomnost Kristova v konsekrovaném chlebu. Dobovou atmosféru, která vedla ke vzniku slavnosti, dokreslovala jednak touha středověkého člověka po podívané, zároveň také opakovaná vidění augustiniánské řeholnice Juliany z Lutychu (Liege) z roku 1209. Zjevoval se jí zářivý měsíční kotouč s jedním tmavým místem, což mělo být znamení, že mezi ostatními křesťanskými svátky chybí místo pro svátek eucharistický. Posledním podnětem k novému svátku se stala událost z roku 1263, kdy knězi Petrovi z Prahy začala při mši svaté v Bolseně v rukou během pozdvihování hostie krvácet, což viděli i přítomní věřící, a případ se stal předmětem církevního i světského zkoumání.
Papež Urban IV. eucharistický zázrak církevně schválil a pověřil Tomáše Akvinského sepsáním mešního řádu pro nově ustanovenou slavnost.
Poslední dvě sloky hymnu Verbum supernum prodiens jsou také užívány jako samostatný hymnus, který se zpívá při adoraci Nejsvětější svátosti. Jev, kdy je strofa začínající slovy „O Salutaris Hostia“ často považována za samostatný hymnus, se vyskytl i u jiných hymnů, které Tomáš Akvinský napsal pro Slavnost Těla a Krve Páně: Sacris solemniis (poslední dvě sloky začínající Panis angelicus), Adoro te devote (sloka začínající "Pie pelicane, Jesu Domine") a Pange lingua gloriosi corporis mysterium (poslední dvě sloky začínající Tantum ergo).

## O salutaris hostia
O salutaris hostia se skládá ze dvou slok, které jsou v rámci hymnu Verbum supernum prodiens dvěma posledními. Užívají se při liturgii jako chvalozpěv při výstavu Eucharistie.
| Latinsky O salutaris Hostia Quæ cœli pandis ostium. Bella premunt hostilia; Da robur, fer auxilium. Uni trinoque Domino Sit sempiterna gloria: Qui vitam sine termino, Nobis donet in patria. Amen. |  | Česky Ó spásná hostie jež otvíráš dveře do nebe sužují nás nepřátelské boje, dej sílu, přines pomoc. Trojjedinému Pánu buď věčná sláva; on ať nám dá život bez hranic v říši otcově. Amen. |  |

Existují i další české překlady hymnu. 
| Latinsky O salutaris Hostia Quæ cœli pandis ostium. Bella premunt hostilia; Da robur, fer auxilium. Uni trinoque Domino Sit sempiterna gloria: Qui vitam sine termino, Nobis donet in patria. Amen. |  | Česky O naše spáso, hostie, jež bránu ráje otvíráš: boj nepřátelský hořký je, dej síly, mocná naše stráž. Zněj Bohu trojjedinému na věky věkův oslava; on k životu nás věčnému veď do vlasti, kde ostává. Amen. |  |

### Místní užití

Znak Francie ve 13. století, zobrazující zlaté lilie, symbol země

Hymnus může být drobně upraven v rámci lokální tradice. Výrazným prvkem jsou farnosti pařížské arcidiecéze, kde je první sloka lehce změněna.
| Latinsky O vere digna Hostia Spes unica fidelium. In te confidit Francia, Da pacem, serva lilium. |  | Česky Ó nejcennější hostie jediná naděje věřících v tebe věří Francie, dej jí mír, zachovej lilii. |  |

## Hudební zpracování
Hymnus byl několikrát zhudebněn, např. Charpentierem či Mozartem.